# 門羅堡
門羅堡（英語：Fort Monroe）位於美國的維吉尼亞半島的老波因特康弗特,附近是漢普頓錨地和切塞皮克灣的河口。 1634年,門羅堡成為了伊麗莎白河郡的一部分,1643年和伊麗莎白河郡形成伊麗莎白市縣。
門羅堡是用以紀念美國的詹姆斯·门罗總統。
門羅堡是美國內戰有非常重要地位。1860年12月20日,南卡羅萊那州第一個脫離聯邦。四個月以後,1861年4月12日,查爾斯頓 (南卡羅萊那州)(Charleston)的薩姆特堡引爆美國內戰。五天以後,維吉尼亞成了第八個脫離聯邦的州。
1861年5月27日,聯邦攻佔了門羅堡,使門羅堡獲得"自由之堡"的綽號,因為任何一名奴隸到達門羅堡就會是自由的。
在漢普頓錨地海戰時,聯邦以門羅堡為基地,使他們有足夠的軍人援助他們。